# ¿Quién mató a Bambi?
¿Quién mató a Bambi? es una película de comedia española de 2013 dirigida y escrita por Santi Amodeo. El filme está producido por Rodar y Rodar con la participación de: TVE, AXN, Televisión de Cataluña y Junta de Andalucía y fue estrenada el 15 de noviembre de 2013. La película se rodó en la ciudad de Sevilla entre el 4 de febrero de 2013 y el 26 de marzo de 2013.
La película es una adaptación de la película mexicana Matando cabos, que fue dirigida por Alejandro Lozano en 2004. La banda sonora original de la película fue compuesta por Enrique de Justo y Santi Amodeo. El grupo Pignoise ha colaborado en el tema final de créditos.

## Argumento
¿Quién mató a Bambi? es la historia de dos jóvenes amigos que tienen que encontrar la manera de que el presidente de la compañía en la que trabajan, y suegro de uno de ellos, regrese sano y salvo a su casa, ya que por extrañas circunstancias se encuentra encerrado semidesnudo en el maletero de su coche. Paralelamente, un empresario acuciado por las deudas y su socio intentan un secuestro exprés.

## Reparto
| Intérprete              | Personaje                 |
| ----------------------- | ------------------------- |
| Quim Gutiérrez          | David                     |
| Úrsula Corberó          | Paula                     |
| Belén Ponce de León     | Gabi                      |
| Antonio Estrada         | Mayordomo                 |
| Pedro Mari Sánchez      | Larrea                    |
| Julián Villagrán        | Mudo                      |
| Juan Fran Juárez        | Compañero Oficina         |
| Cynthia Martín          | Secretaria                |
| José Ángel Egido        | Ramón                     |
| Sebastián Haro          | Director Recursos Humanos |
| Ernesto Alterio         | Edu                       |
| Enrico Vecchi           | Gigi                      |
| Manolo Solo             | Taxista Bizco             |
| Clara Lago              | Mati                      |
| Juan Carlos Sánchez     | Abogado 1                 |
| José Chaves             | Abogado 2                 |
| Pablo Baena             | Abogado 3                 |
| Juan Motilla            | Abogado 4                 |
| Joaquín Núñez           | Adelardo                  |
| Carmina Barrios         | Tere                      |
| Paco Moreno             | Bambi                     |
| Mari Paz Sayago         | Amiga Gabi                |
| Daniel Pérez Astiárraga | Músico Orquesta           |
| Andrés Iniesta          | Andrés Iniesta            |
| Miguel Tarifa           | Invitado                  |